# Paramegistidae
Famille
Les Paramegistidae sont une famille d'acariens de l'ordre des Antennophorina. Elle contient cinq genres et une vingtaine d'espèces décrites.

## Liste des genres
Selon GBIF (4 juillet 2025) :
- Meristomegistus Kim & Klompen, 2002
- Neomegistus Trägårdh, 1906
- Ophiomegistus Banks, 1914
- Paramegistus Trägårdh, 1906
- Pseudomegistus Kethley, 1977

## Systématique
Le nom valide de ce taxon est Paramegistidae.